# Antonio Rodríguez (militar y deportista)
Antonio Rodríguez (Argentina, 1926 - Buenos Aires, 15 de mayo de 2007), fue un coronel retirado del Ejército Argentino y deportista. 

## Deportista
- 1951. Representante argentino de pentatlón moderno en los Juegos Panamericanos de Buenos Aires 1951.
- 1952-1957. Campeón Argentino de Espada por equipos
- 1957. Campeón Rioplatense de Espada.
- 1957. Campeón Sudamericano de Espada.

## Dirigente deportivo
A partir de 1962 ocupó diversos cargos dentro de la Federación de Esgrima de la Ciudad de Buenos Aires y de la Federación Argentina de Esgrima, mientras que en el orden internacional fue jurado y director técnico de delegaciones argentinas y presidente de la Confederación Sudamericana de Esgrima. Fue Jefe de la Delegación Argentina a los Juegos Olímpicos de Montreal (Canadá).
En 1977 llegó al Comité Olímpico Argentino (COA) en reemplazo del peronista Pablo Cagnasso. Se mantuvo hasta 2005, cuando le dejó su lugar a Julio Casanello. En 1982 fundó la Academia Olímpica Argentina.
Desde 1990 fue elegido miembro del Comité Olímpico Internacional (COI), cargo que ocupó hasta 2006 cuando debió dejar por exceder el límite de edad. Hasta su muerte, fue Secretario General y Vicepresidente de la Organización Deportiva Panamericana (ODEPA) y Vicepresidente y Presidente primero y Presidente Honorario Vitalicio de la Organización Deportiva Suramericana (ODESUR).
| Predecesor: Sabino Hernández      | Presidente de la Organización Deportiva Suramericana 1998 - 2003 | Sucesor: Carlos Arthur Nuzman |
| Predecesor: José Gamarra Zorrilla | Presidente de la Organización Deportiva Suramericana 1982 - 1986 | Sucesor: Juan Carlos Esguep   |